# Gewehr 41

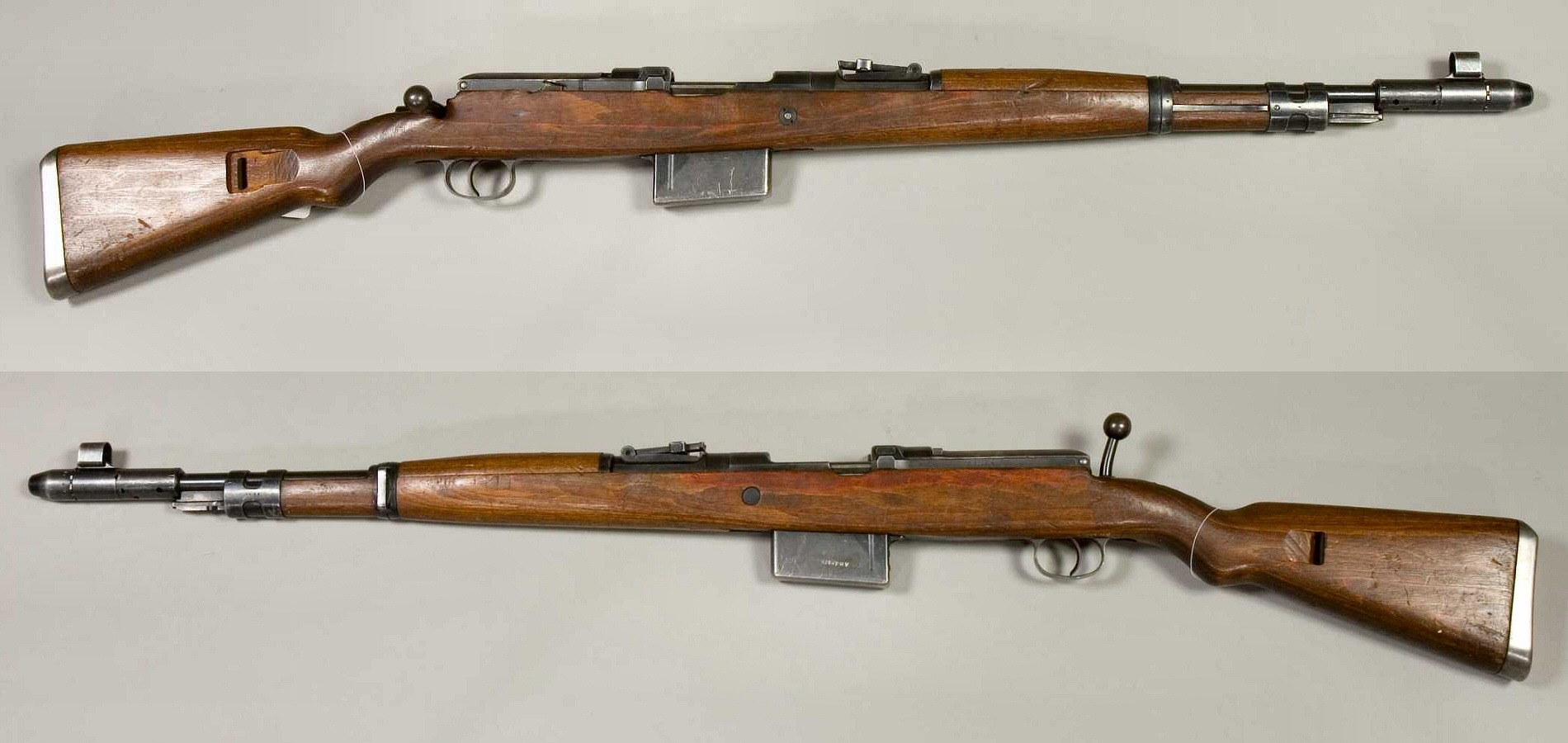
Un Gewehr 41 fabricado por Mauser.

Los Gewehr 41, usualmente conocidos como G41(W) o G41(M), eran fusiles semiautomáticos empleados por el Heer durante la Segunda Guerra Mundial.  

## Trasfondo
Para 1940, estaba claro que se necesitaba un fusil semiautomático, con una mayor cadencia de disparo que los existentes fusiles de cerrojo, para mejorar la eficacia en combate de la infantería. La Wehrmacht emitió una especificación a diversos fabricantes de armas, siendo los prototipos de la Mauser y la Walther muy parecidos. Sin embargo, se le aplicaron unas restricciones al diseño:
- El cañón no debía tener agujeros para dirigir los gases del disparo al mecanismo de recarga;
- Los fusiles no debían tener cualquier pieza móvil en el exterior;
- En el caso de que el mecanismo de recarga fallase, debía tener un cerrojo de accionamiento manual.

En consecuencia, ambos modelos empleaban un mecanismo conocido como sistema Bang (diseñado por el danés Søren H. Bang). En este sistema, los gases del disparo eran atrapados por una trampa de forma cónica en la boca del cañón, que a su vez los desviaba para accionar un pequeño pistón que empujaba un largo émbolo, el cual abría el cerrojo y recargaba el fusil. Todo lo contrario del habitual sistema de recarga por gas, donde los gases son dirigidos desde el cañón y empujan hacia atrás un pistón para abrir el cerrojo. Ambos modelos también incluían cargadores externos fijos con capacidad de 10 cartuchos, que eran cargados con dos peines del Karabiner 98k y empleaban el cartucho alemán estándar 7,92 x 57 Mauser. Esto hacía que la recarga fuera relativamente lenta.
El modelo de la Mauser, el G41(M), falló. Solamente se produjeron 6.673 fusiles antes de que su producción fuera cancelada, de los cuales 1.673 fueron devueltos como inutilizables. La mayoría de las piezas metálicas de este fusil eran de acero fresado y algunos fusiles, especialmente los modelos posteriores, tenían guardamanos de baquelita. El modelo de la Walther fue más exitoso porque los diseñadores simplemente ignoraron las dos últimas restricciones indicadas arriba.
Estos fusiles, junto a sus contrapartes G41 (M), padecían de acumulación de suciedad en el sistema de gas. Estos problemas parecían surgir del muy complicado sistema de trampa de gas, que se corroía por el empleo de fulminantes corrosivos y la acumulación de hollín. El conjunto de la boca del cañón estaba compuesto por muchas piezas pequeñas y era difícil de mantener limpio, desensamblar y mantener en campaña. El fusil fue rediseñado en 1943 como el Gewehr 43, empleando un sistema de gas similar al del SVT-40 y un cargador extraíble.
Los fusiles G41(W) fueron producidos en dos fábricas, la Walther de Zella Mehlis y la Berlin Luebecker. Los fusiles Walther tienen estampados el código AC y los marcajes de inspección WaA359, mientras que los de la BLM tienen estampados el código DUV y los marcajes de inspección WaA214. Además estos fusiles son relativamente escasos y bastante valiosos entre los coleccionistas.[cita requerida] Diversas fuentes estiman su producción entre 40.000 y 145.000 unidades.[cita requerida] Fueron muy utilizados en el Frente del Este.[cita requerida]